# 奥瑙尔奇
奥瑙尔奇，是匈牙利索博尔奇-索特马尔-贝拉格州所辖的一个村。总面积17.06平方公里，总人口1951，人口密度114.4人/平方公里（2011年1月1日）。